# Gabriel Dreer
Gabriel Dreer (* um 1580 in Hechingen; † 1631 in Admont), auch Dreyer und Dreher genannt, war ein deutscher Maler, Fassmaler und Zeichner und entwarf Glasgemälde.
Seine Ausbildung absolvierte er vermutlich in München im Kreis um Peter Candid und Friedrich Sustris. Trotz massiver Intervention von Herzog Wilhelm V. von Bayern wurde ihm 1603 das Bürgerrecht der Stadt Memmingen verwehrt. Daraufhin zog er nach Chur, wo zwischen 1604 und 1606 drei Gemälde von ihm entstanden. In der Benediktinerabtei Ottobeuren ist er 1607 als Meister nachgewiesen. Ab 1613 malte er im Auftrag des bayerischen Herzogs Wilhelm IV. sechs Lünetten-Gemälde für die Kartause Buxheim bei Memmingen. 1614 schuf er ein als verloren geltendes Altargemälde für das Kloster Weingarten bei Ravensburg. 1615 kaufte Gabriel Dreyer ein Haus in Ottobeuren. Für die Studienkirche Mariä Himmelfahrt in Dillingen an der Donau fertigte er 1619 ein Altargemälde mit der Vision des heiligen Hieronymus. Für das Schloss Kronburg schuf er 1620 ein weiteres Altargemälde.
1622 übersiedelte er nach Stift Admont, wo er bis zu seinem Tod führend an der Barockisierung der Kirche des Benediktinerstifts tätig war, die 1865 bei einem Brand zerstört wurde. Von Dreyer stammten die Gemälde für den monumentalen Hochaltar und die Seitenaltäre sowie die Decken- und Wandgemälde, die durch Nachzeichnungen von Gabriel Hornstain überliefert sind. Auch die Apostelfiguren des Langhauses waren von Dreyer. Zwischenzeitlich war er immer wieder für die Benediktinerabtei Ottobeuren tätig. 1631 gewährte das Stift Admont dem Maler eine Grabstätte in der Klosterkirche.